# Manuel de Lasala Llamas
Manuel de Lasala Llamas (nacido en 1875 en Jaca, Huesca) fue un jurista y político español.

## Reseña biográfica
Licenciado y Doctor en Derecho por la Facultad de Derecho de Zaragoza en 1898.
Fue catedrático de Derecho Internacional en la Universidad de Zaragoza en 1910.
En 1929 fue Vicerrector de la Universidad de Zaragoza.
En 1936 fue Decano de la Facultad de Derecho de Zaragoza.
Interventor del Patronato Universitario en 1938.
En 1941 fue Vicerrector de Universidad de Zaragoza.
Miembro del Tribunal Tutelar de Menores de Zaragoza.
Miembro honorífico de la Academia Nacional de Jurisprudencia y Legislación.
Miembro del Instituto de Derecho Comparado Hispano portugués americano, de la Asociación Francisco Vitoria y de la Asociación Española de Derecho Internacional.
Fue director de la revista Universidad.
Diputado Provincial en representación de la provincia como propietario.
Del 23 de octubre de 1929 al 25 de febrero de 1930 fue Presidente de la Diputación Provincial de Zaragoza.
Falleció en 1944.
| Predecesor: Patricio Borobio Díaz | Presidente de la Diputación Provincial de Zaragoza 23 de octubre de 1929 - 25 de febrero de 1930 | Sucesor: Román Cisneros Serrano |